# Georges de Trousset
Georges Louis François de Trousset (Luik, 9 november 1769 - 20 april 1851) was een Zuid-Nederlands edelman.

## Levensloop
De ouders van Georges waren Louis-Laurent de Trousset en Anne-Jeanne de Melotte. Louis was schepen van Luik en raadsheer bij het Hooggerechtshof.
In 1822 werd Georges ingelijfd in de erfelijke adel van het Verenigd Koninkrijk der Nederlanden. In 1840 kreeg hij de titel baron, overdraagbaar bij eerstgeboorte en de titel ridder voor de overige mannelijke afstammelingen. Nutteloze verheffingen, want zijn huwelijk met Elise Cordier (1811-1885) bleef kinderloos.
Hij promoveerde tot licentiaat in de rechten en was onder het ancien régime lid van de geheime raad van het prinsbisdom Luik. In het Verenigd Koninkrijk der Nederlanden werd hij lid van de Ridderschap voor de provincie Luik en lid van de Provinciale Staten van deze provincie.